# Пелгусово (станция)
Пелгусово — железнодорожная станция Ярославского региона Северной железной дороги, расположена в деревне Пелгусово Тейковского района Ивановской области.
Имеет одну боковую низкую платформу, выложенную плиткой. Рядом с платформой расположено деревянное здание станции. Турникетами не оборудована. Является промежуточной для пригородных поездов Иваново — Юрьев-Польский (1 пара в день) и Иваново — Александров (1 пара в день). Среднее время движения от/до Иванова составляет 25 минут.
В деревне находится автобусная остановка, являющаяся остановочным пунктом для автобусов, курсирующих по маршруту Иваново — Тейково.